# Cantón Vázquez de Coronado
Cantón Vázquez de Coronado är en kanton i Costa Rica.   Den ligger i provinsen San José, i den centrala delen av landet, 17 km nordost om huvudstaden San José.